# Éon geológico

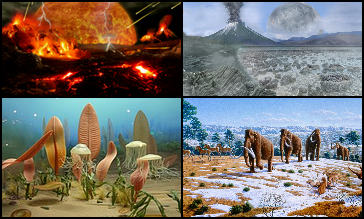
Colagem ilustrativa dos éons geológicos: hadeano, arcaico (linha superior), proterozoico, fanerozoico (linha inferior)

Os geólogos se referem a um éon como a maior subdivisão de tempo na escala de tempo geológico. Só é menor que um superéon (o único superéon é o Pré-Cambriano). A categoria imediatamente inferior é a era.
Apesar da proposta feita em 1957 de se definir éon como sendo uma unidade de tempo igual a um bilhão de anos (1 Ga), a ideia não foi aceita como sendo uma unidade de medida científica, sendo preferido o uso de éon como uma unidade de tempo arbitrariamente grande.

## Etimologia

### Origem grega
A palavra em português "éon" é oriunda do termo em língua grega antiga Aιων (aion), que significa "eternidade", "período de tempo imensurável" ou "força vital".

### Origem latina
Um termo similar em Latim é aevum, que significa "era" e está presente nas construções de palavras como "longevidade" e "medieval".
Aevum é considerado, pela filosofia escolástica, o modo como anjos e santos experienciariam tempo no paraíso.

## Convenções atuais
A Comissão Internacional sobre Estratigrafia reconhece, em sua Tabela Cronoestratigráfica Internacional, quatro éons:

### Hadeano
Hadeano tem nome inspirado no deus do mundo inferior na mitologia grega Hades, este período vai da formação da Terra (4,6 bilhões de anos, aproximadamente) até o início do processo de formação das rochas que marcou o início do período Arcaico.

### Arcaico
Arqueano ou Arcaico, compreendido há entre 4 e 2,5 bilhões de anos, aproximadamente, marcada pela atividade vulcânica e fluxo de calor três vezes maior que o atual.

### Proterozoico
Proterozoico, do termo grego para éon "anterior aos animais", remete à era das primeiras formas de vida. Está compreendido entre 2,5 bilhões e 543 milhões de anos e compreende o período onde houve acúmulo de oxigênio na atmosfera (atribuído às algas azuis).

### Fanerozoico
O Fanerozoico começou cerca de 543 milhões de anos e se estende até hoje. Abrange o período de tempo em que existiram a maior parte dos seres macroscópicos, como algas, fungos, plantas e animais. Primeiramente propôs-se como se correspondesse ao início da vida na Terra até os dias atuais, no entanto descobriu-se que seu início apenas correspondia ao surgimento de animais com exosqueletos e conchas, que deixavam fósseis.